# Ма Цзюнь
Ма Цзюнь (кит. упр. 马军, пиньинь Mǎ Jūn, родился в 1968 году) — китайский журналист, писатель, общественный деятель, защитник окружающей среды, экологический консультант и социальный предприниматель. Основатель и глава пекинского Института общественных и экологических дел — одной из самых динамичных экологических неправительственных организаций, которая внедряет в Китае модели и программы устойчивого развития, — а также пекинского Института финансов и устойчивого развития (с 2020 года).

## Биография
Родился в 1968 году в Циндао, вскоре семья переехала в Пекин, на родину матери. В 1993 году Ма начал работать в гонконгской газете South China Morning Post и быстро прославился как один из первых в Китае репортёров, пишущих на экологические темы. В 1999 году много путешествовавший по стране Ма издал книгу «Водный кризис Китая» (China’s Water Crisis, Zhongguo shui weiji), которая стала первой важной публикацией об экологическом состоянии Китая (её часто сравнивали с «Безмолвной весной» Рэйчел Карсон).
В 2004 году Ма как Yale World Fellow изучал в США экологическое законодательство и другие сопутствующие дисциплины, в 2006 году он основал в Пекине некоммерческую организацию Институт общественных и экологических дел. В этом же году американский журнал Time назвал Ма одним из ста самых влиятельных людей мира (статью о нём написал актёр Эдвард Нортон). В 2007 году Ма запускает карту загрязнения воды (позже его институт запустил аналогичные онлайн-карты загрязнения воздуха и загрязнения почвы тяжёлыми металлами). В 2008 году американская Wal-Mart Stores становится первой крупной корпорацией, чьи магазины оказались в базе данных института.

## Награды и премии
В 2009 году Ма получил престижную премию Рамона Магсайсая (азиатский эквивалент Нобелевской премии). В 2010 году по инициативе Ма в Китае началась кампания против крупных технологических компаний, которые загрязняли окружающую среду. В 2011 году отчёт института осветил нелицеприятную деятельность Apple в Китае. В 2012 году Ма был назван победителем Премии Голдманов в области охраны окружающей среды. В 2015 году получил премию за социальное предпринимательство от Фонда Сколла. Обладатель премии Принца Клауса (2017).